# Châu tự trị
Châu tự trị (tiếng Trung: 自治州; bính âm: zìzhìzhōu) ở Trung Quốc là các đơn vị hành chính cấp địa khu (thấp hơn tỉnh, lớn hơn huyện) nơi mà các sắc tộc thiểu số ở Trung Quốc được hưởng những quyền tự trị nhất định. Hiện Trung Quốc có 30 châu tự trị như vậy nằm trong 9 tỉnh và khu tự trị.

## Danh sách
| Tên châu tự trị                                        | Trực thuộc đơn vị hành chính cấp tỉnh | Thủ phủ           | Dân tộc tự trị            |
| ------------------------------------------------------ | ------------------------------------- | ----------------- | ------------------------- |
| Châu tự trị dân tộc Tạng và dân tộc Khương A Bá        | Tứ Xuyên                              | Mã Nhĩ Khang      | Người Tạng Người Khương   |
| Châu tự trị dân tộc Thổ Gia và dân tộc Miêu Ân Thi     | Hồ Bắc                                | Ân Thi            | Người Thổ Gia Người Miêu  |
| Châu tự trị dân tộc Mông Cổ Ba Âm Quách Lăng           | Tân Cương                             | Khố Nhĩ Lặc       | Người Mông Cổ             |
| Châu tự trị dân tộc Mông Cổ Bác Nhĩ Tháp Lạp           | Tân Cương                             | Bác Lạc           | Người Mông Cổ             |
| Châu tự trị dân tộc Tạng Cam Nam                       | Cam Túc                               | Hợp Tác           | Người Tạng                |
| Châu tự trị dân tộc Tạng Cam Tư                        | Tứ Xuyên                              | Khang Định        | Người Tạng                |
| Châu tự trị dân tộc Triều Tiên Diên Biên               | Cát Lâm                               | Diên Cát          | Người Triều Tiên          |
| Châu tự trị dân tôc Bạch Đại Lý                        | Vân Nam                               | Đại Lý            | Người Bạch                |
| Châu tự trị dân tộc Tạng Địch Khánh                    | Vân Nam                               | Hương Cách Lý Lạp | Người Tạng                |
| Châu tự trị dân tộc Thái và dân tộc Cảnh Pha Đức Hoành | Vân Nam                               | Mang              | Người Thái Người Cảnh Pha |
| Châu tự trị dân tộc Tạng Hải Bắc                       | Thanh Hải                             | Hải Yến           | Người Tạng                |
| Châu tự trị dân tộc Tạng Hải Nam                       | Thanh Hải                             | Cộng Hòa          | Người Tạng                |
| Châu tự trị dân tộc Mông Cổ và dân tộc Tạng Hải Tây    | Thanh Hải                             | Đức Linh Cáp      | Người Mông Cổ Người Tạng  |
| Châu tự trị dân tộc Tạng Hoàng Nam                     | Thanh Hải                             | Đồng Nhân         | Người Tạng                |
| Châu tự trị dân tộc Cáp Nê và dân tộc Di Hồng Hà       | Vân Nam                               | Mông Tự           | Người Cáp Nê Người Di     |
| Châu tự trị dân tộc Kyrgyz Khắc Tư Lặc Tô              | Tân Cương                             | A Đồ Thập         | Người Kyrgyz              |
| Châu tự trị dân tộc Miêu và dân tộc Động Kiềm Đông Nam | Quý Châu                              | Khải Lý           | Người Miêu Người Động     |
| Châu tự trị dân tộc Bố Y và dân tộc Miêu Kiềm Nam      | Quý Châu                              | Đô Quân           | Người Bố Y Người Miêu     |
| Châu tự trị dân tộc Bố Y và dân tộc Miêu Kiềm Tây Nam  | Quý Châu                              | Hưng Nghĩa        | Người Bố Y Người Miêu     |
| Châu tự trị dân tộc Hồi Lâm Hạ                         | Cam Túc                               | Lâm Hạ            | Người Hồi                 |
| Châu tự trị dân tộc Di Lương Sơn                       | Tứ Xuyên                              | Tây Xương         | Người Di                  |
| Châu tự trị dân tộc Tạng Ngọc Thụ                      | Thanh Hải                             | Ngọc Thụ          | Người Tạng                |
| Châu tự trị dân tộc Lật Túc Nộ Giang                   | Vân Nam                               | Lô Thủy           | Người Lật Túc             |
| Châu tự trị dân tộc Tạng Quả Lạc                       | Thanh Hải                             | Mã Thấm           | Người Tạng                |
| Châu tự trị dân tộc Di Sở Hùng                         | Vân Nam                               | Sở Hùng           | Người Di                  |
| Châu tự trị dân tộc Thái Tây Song Bản Nạp              | Vân Nam                               | Cảnh Hồng         | Người Thái                |
| Châu tự trị dân tộc Thổ Gia và dân tộc Miêu Tương Tây  | Hồ Nam                                | Cát Thủ           | Người Thổ Gia Người Miêu  |
| Châu tự trị dân tộc Choang và dân tộc Miêu Văn Sơn     | Vân Nam                               | Văn Sơn           | Người Choang Người Miêu   |
| Châu tự trị dân tộc Hồi Xương Cát                      | Tân Cương                             | Xương Cát         | Người Hồi                 |
| Châu tự trị dân tộc Kazakh Y Lê                        | Tân Cương                             | Y Ninh            | Người Kazakh              |